# 高砂染
高砂染（たかさごぞめ）は、江戸時代に創始されたとされる、姫路藩の特産品であった染物である。近年になって、その復興がに向けた動きがある。

## 歴史
「高砂染」の歴史については資料が少なく、不明な点も多い。

### 創始
創始については2つの説がある。

#### 尾崎庄兵衛説
高砂の尾崎庄兵衛によって始められたとする説では、江戸時代の初めに姫路藩領主の池田輝政が鍛冶職人の庄兵衛を召して染色をさせた。庄兵衛は染物のことを常に考え、型染めを発案する。そして輝政は庄兵衛を姫路に出府させた。また、それは「おぼろ染」と名付けられた。後年になり、庄兵衛はそれを自宅で営み、後に「高砂染」と改称した。1698（元禄11）年の尾崎家の書物『高砂染由来』にも、そのような高砂染を生業にしていた旨記されている。

#### 井上勘右衛門説
徳島にルーツを持つ、姫路城下の井上家五代目、井上勘右衛門が、姫路藩主の酒井侯に松の模様に染めた染物を献上したという説がある。「相生屋」という屋号をそれにて賜ったという。

### 発展
江戸後期、姫路藩家老の河合寸翁が行った特産品の生産を奨励する政策により、全国によく知られるようになる。幕府への献上品としても用いられた。また、木綿の高砂染は庶民の間で使われた。

### 衰退
高砂染は、昭和初期にその歴史・伝統が途絶えた。ゆえに「幻の染め物」と呼ばれることもある。

## 復興

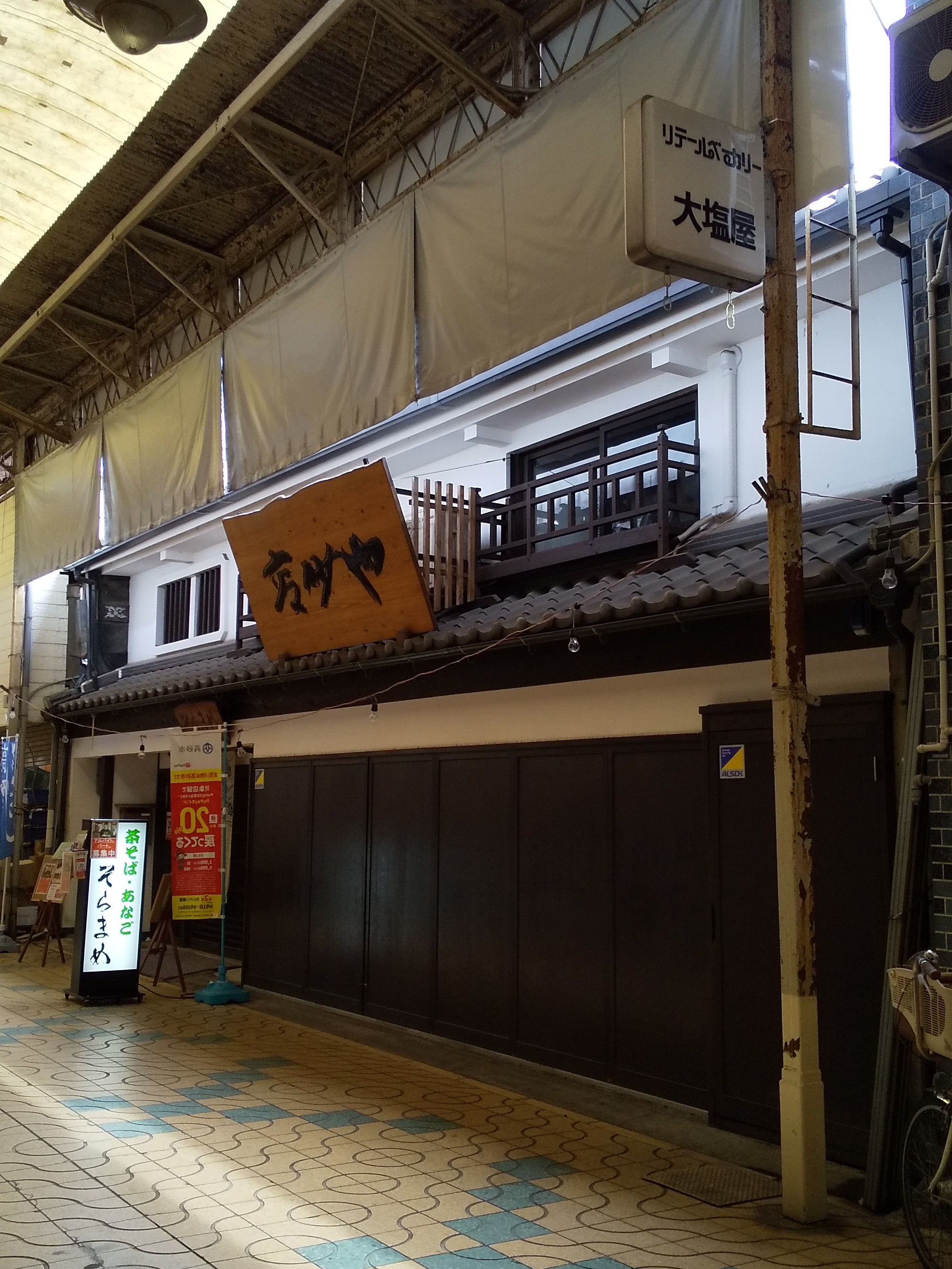
旧尾崎家「高砂や」（高砂市高砂町鍛冶屋町、2022年）

### エモズティラボ
「エモズティラボ（Emoztlab）」が2016年より「高砂染の再興」に向けた取り組みを担っている。2017年6月に株式会社となった。同社の拠点は築250年になるという旧尾崎家を改装したもので、同社が制作の「大奥仕様の着物」の展示等もそこで行っている。なお、旧尾崎家は「高砂や」という名で多目的スペースとなっている。
エモズティラボ創業と同年の9月、「たかさご万灯祭」において「お披露目会」が開かれ、高砂染によるオリジナルの商品が展示された。
2018年には、アラブ首長国連邦にて開催された「第37回シャルジャ国際ブックフェア」に出展している。

## 特徴
エモズティラボは、その特徴について「創始以来300年間の歴史の中での相違工夫が、高砂染には息づいています」と述べている。

### 意匠
高砂染の柄は、高砂神社の「相生の松」と「尉と姥」をモチーフとしている。

### 色彩
上で述べた柄とともに「多様な色彩」を特徴とする。